# Château d'Avrilly (Eure)
Le château d'Avrilly est un ancien château fort, dont l'origine remonte probablement au XIe siècle, aujourd'hui en ruine, dont les vestiges se dressent sur le territoire de l'ancienne commune française d'Avrilly, dans le département de l'Eure, en région Normandie.
L'ancien château fort est inscrit au titre des monuments historiques.

## Localisation
Les vestiges du château sont situés à 200 mètres à l'ouest du bourg d'Avrilly, au sein de la commune nouvelle de Chambois, dans le département français de l'Eure.

## Historique
La motte castrale et le château féodal (ruines) datent des XIIe et XIIIe siècles. 
La forteresse d'Avrilly défendait la ville d'Évreux. Ses défenses étaient considérables avec une largeur intérieure de 23 × 21 mètres, des murs épais de 2 mètres, des tours hautes de plus de 15 mètres et larges de 7 mètres et des fossés de 10 mètres de profondeur.
La forteresse a été détruite à partir de 1418 par les troupes anglaises. Le château n'a pas été reconstruit depuis mais l'ensemble reste particulièrement bien conservé.
En juillet 2017, l'association nationale Chantiers histoire et architecture médiévales lui consacre une campagne de sauvegarde.

## Description
Le site se compose de la motte castrale surmontée d'un ancien donjon, d'une basse-cour, de plusieurs pans de murs, de deux tours et deux fossés.

## Protection
Le château médiéval avec toute son emprise (élévations et sous-sol confondus) est inscrit au titre des monuments historiques par arrêté du 4 novembre 2010. Des bénévoles de l'association Chantiers Histoire et Architecture Médiévales ont participé à sa restauration entre 2012 et 2017.